# Kokoryczka wielokwiatowa
Kokoryczka wielokwiatowa (Polygonatum multiflorum) – gatunek byliny należący do rodziny szparagowatych. Występuje na terenie prawie całej Europy, a także w Azji i Ameryce Północnej. W Polsce roślina dość rozpowszechniona, spotykana na całym niżu i w niższych położeniach górskich.

## Morfologia
ŁodygaObła, zwykle łukowato wygięta i skłoniona w dół, o wysokości przeważnie od 30 do 70 cm, czasem do 1 m. Wyrasta z czołgającego się, rozgałęzionego kłącza posiadającego ślady po ubiegłorocznych, obumarłych łodygach.
LiścieSkrętoległe, bezogonkowe, siedzące, eliptyczne, ustawione dwustronnie, malejące w stronę szczytu łodyg. Użyłkowanie liścia wyraźnie widoczne.
KwiatyBezwonne, białe o długości 11–15(20) mm i średnicy 10 mm, z zielonkawym nalotem, dzwonkowate, wąskie, zgrupowane po 2–6 w gronach, zwisające na krótkich szypułkach, wyrastające w kątach liści od trzech do pięciu kwiatów. Okwiat rurkowato-dzwonkowaty z zielonymi ząbkami o długości do 4 mm. Wewnątrz kwiatu 6 pręcików o z rzadka owłosionych nitkach i 1 słupek z długą, nitkowatą szyjką i niewielkim znamieniem. Pręciki mają nitki przyrośnięte do rurki korony, a ich pylniki oraz znamię słupka, zasłaniają wejście do kwiatu. Na dnie rurki kwiatu znajduje się nektar, dostać się do niego mogą jednak tylko silne trzmiele z długimi aparatami pyszczkowymi, przedzierając się przez zaporę z pylników, przy okazji dokonując zapylenia krzyżowego przyniesionym na grzbiecie i głowie pyłkiem z innych kwiatów kokoryczki.
OwocJagoda z kilkoma nasionami. Dojrzała ma czarny kolor z widocznym oszronieniem.

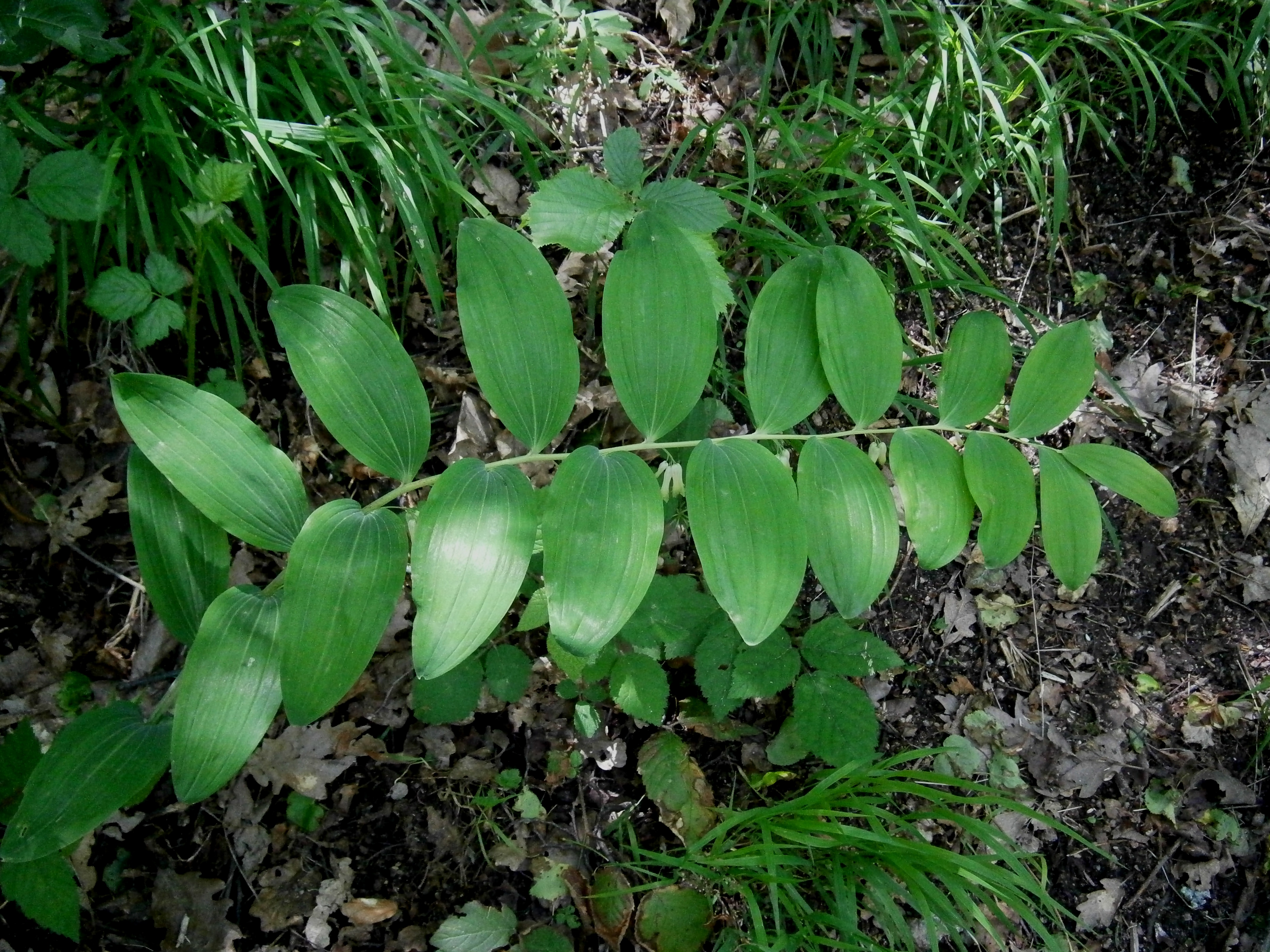
Liście
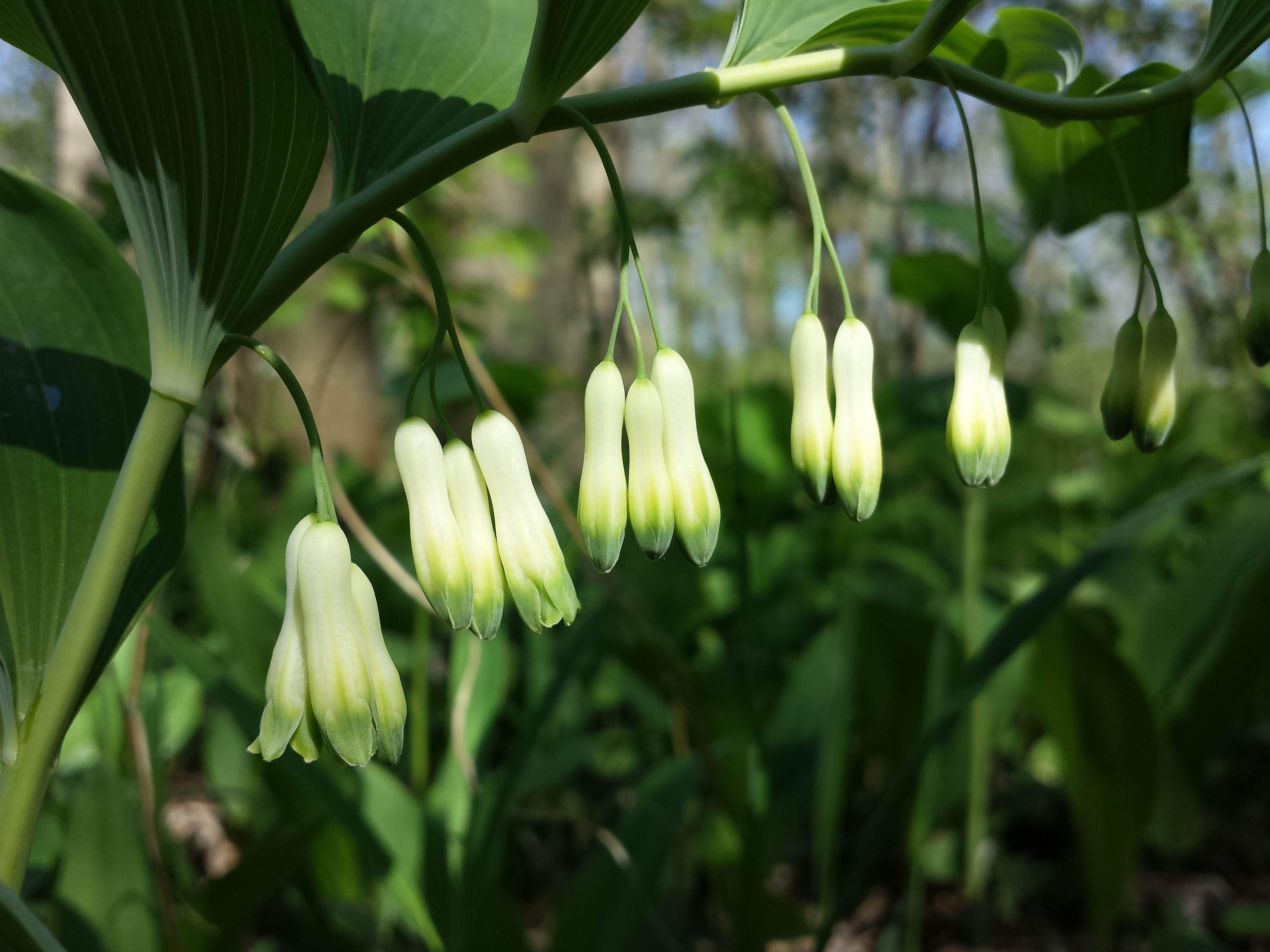
Kwiaty
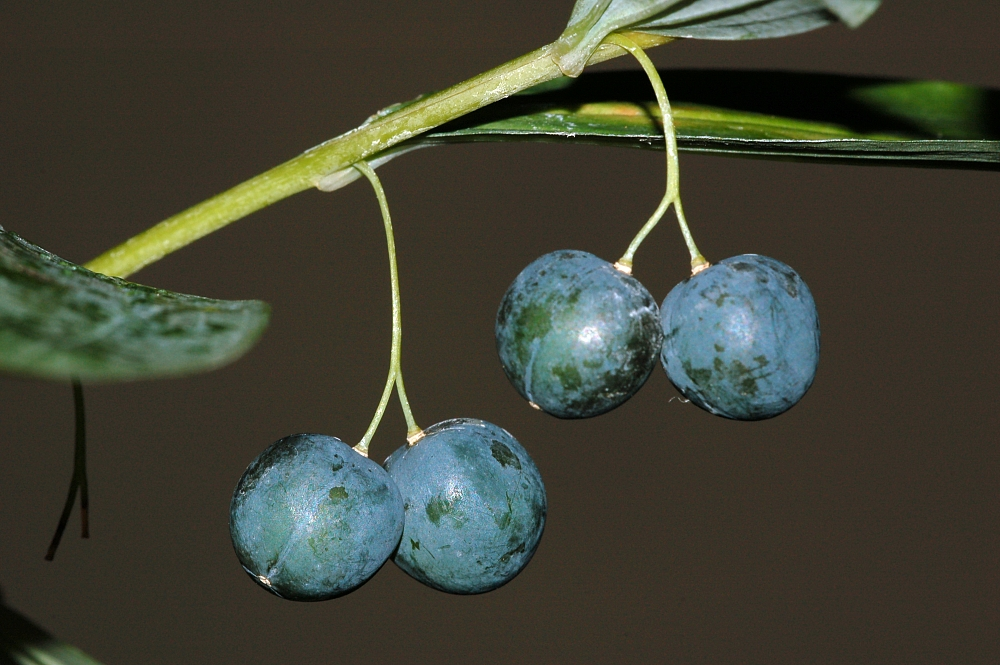
Dojrzałe owoce

Gatunki podobneKokoryczka wonna P. odoratum może również mieć do 5 kwiatów w gronach (zwykle ma 1–2), ale kwiaty te są walcowate (bez przewężenia) i wonne, ząbki okwiatu są nieco dłuższe (do 5 mm), a nitki pręcików nagie. Gatunek ten odróżnia też kanciasta łodyga, która u kokoryczki wielokwiatowej jest obła, zwykle też rośliny te są niższe (nie przekraczają 60 cm wysokości).

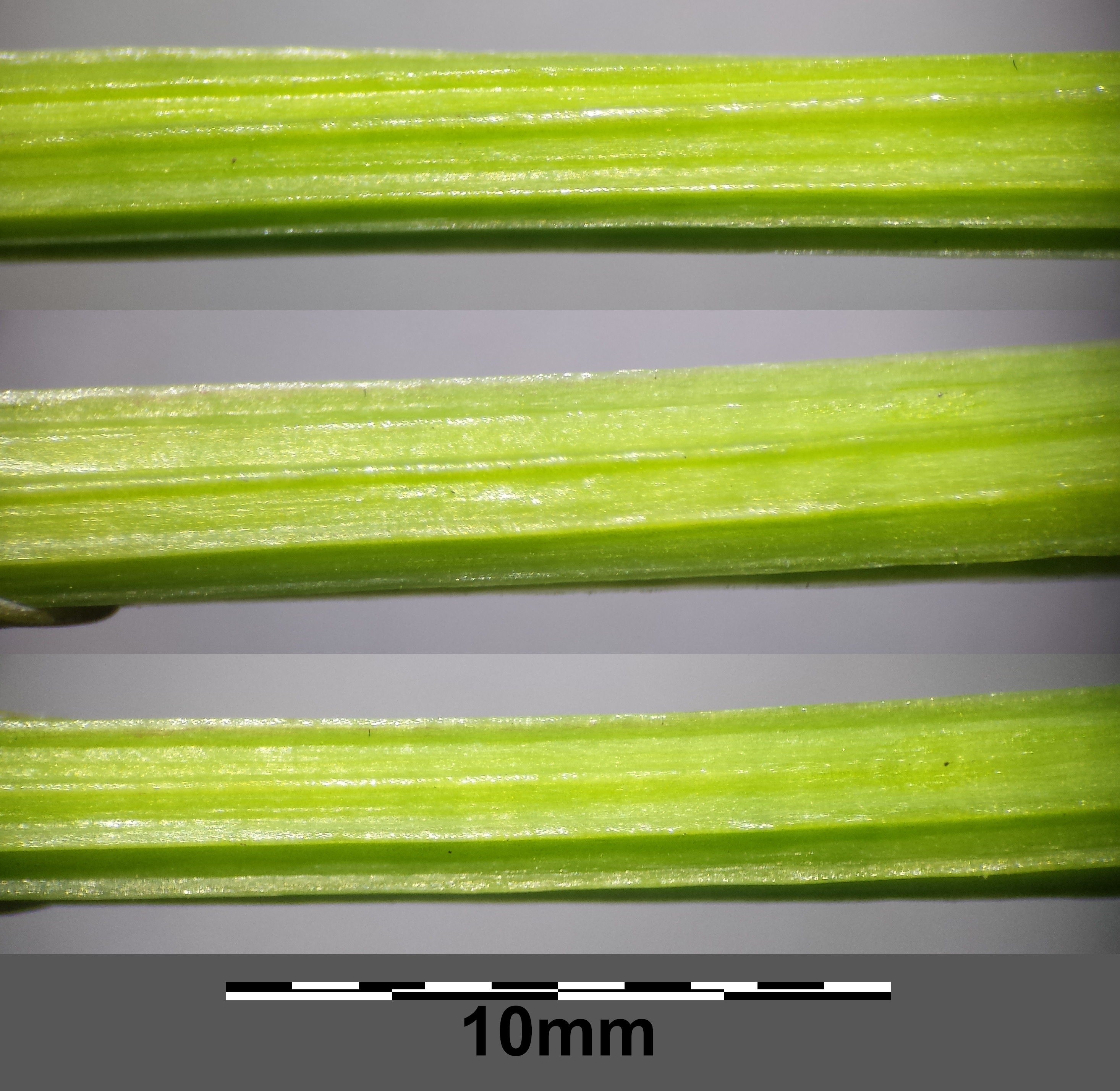
Kanciaste łodygi P. odoratum
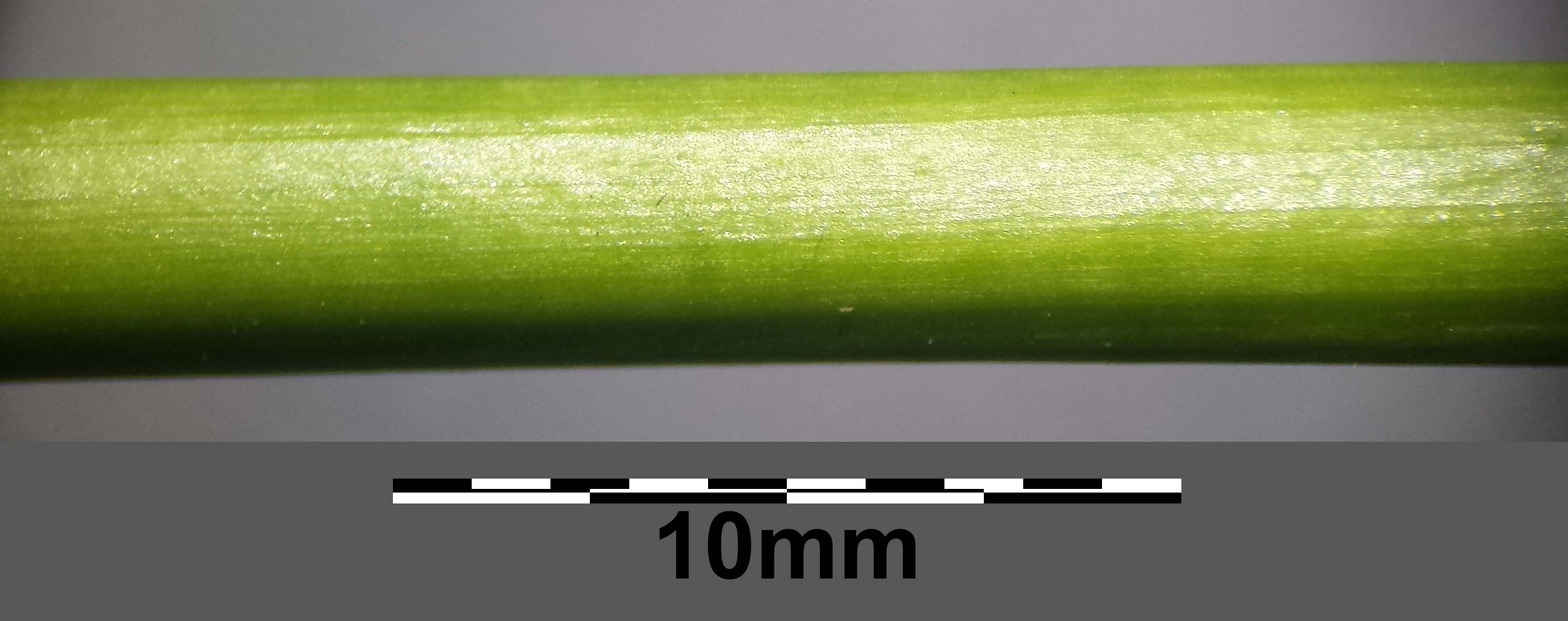
Obła łodyga P. multiflorum

## Biologia i ekologia

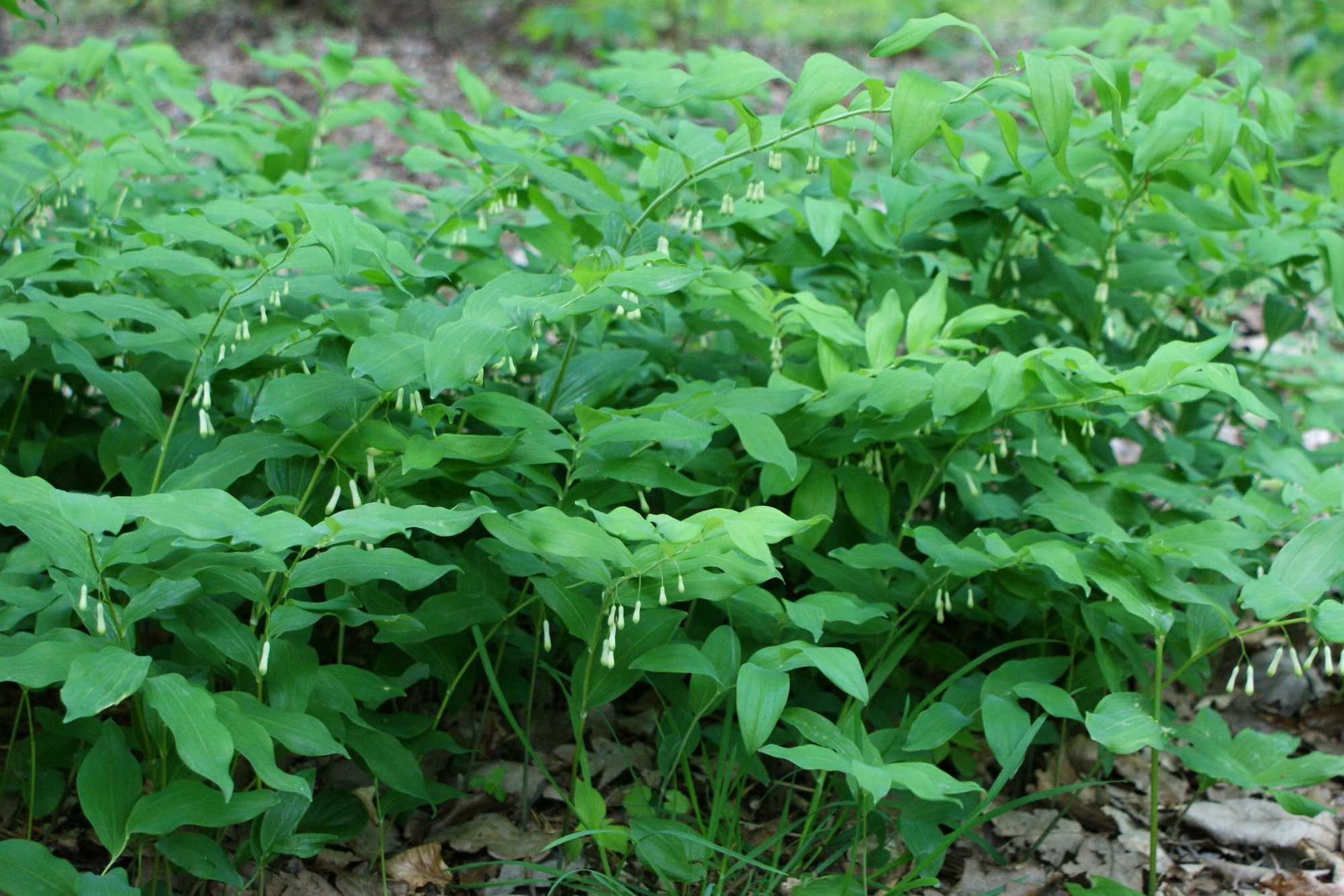
Pokrój roślin w czasie kwitnienia

Geofit ryzomowy. Kwitnie od kwietnia do czerwca. Rośnie w lasach liściastych, bukowych i bukowo-grabowych, w zaroślach i lasach nadrzecznych. W górach występuje dużo częściej niż na niżu. W klasyfikacji zbiorowisk roślinnych gatunek charakterystyczny dla O.  Fagetalia.
Roślina trującaZawiera trujące glikozydy i asparganinę. Toksyczny jest owoc, który bywa mylony z owocami borówki czarnej, powodując zatrucia u ludzi.

## Mieszaniec
Krzyżuje się z kokoryczką wonną P. odoratum dając mieszańca – Polygonatum ×hybridum Brügger. Ma on cechy pośrednie między taksonami rodzicielskimi i czasem zawiązuje płodne owoce. Jest często uprawiany, przynajmniej w zachodniej i północnej Europie częściej niż gatunki rodzicielskie, a stanowiska w naturze uznawane są zwykle za wynik „ucieczki z ogrodu”.

## Zastosowanie
Roślina ozdobna
Bardzo cenna i atrakcyjna roślina do leśnych zakątków w ogrodzie. Jako roślina cieniolubna szczególnie nadaje się do sadzenia pod drzewami. Wymaga żyznej, próchnicznej gleby. 
Pędy Polygonatum multiflorum wyglądają bardzo atrakcyjnie, dlatego nadają się do wykorzystania w kompozycjach kwiatowych. Trwałość ściętych pędów Polygonatum multiflorum 'Variegatum' wynosi od 15 do 22 dni.  Aby przedłużyć ich żywotność po ścięciu stosuje się kondycjonowanie za pomocą kwasu giberelinowego, benzyladeniny (BA) i siarczanu hydroksychinoliny. Zabieg ten przedłuża trwałość pozbiorczą, głównie poprzez opóźnienie żółknięcia liści
Roślina lecznicza
- Surowiec zielarski: podstawowym surowcem jest kłącze (Rhizoma Polygonati multiflori), zawierające glikozydy saponinowe, sitosterol, asparaginę i inne aminokwasy.
- Działanie: moczopędne, antyseptyczne, obniżające poziom cukru i przeciwreumatyczne. Stosowana jest przy leczeniu cukrzycy i chorób nerek. Leczenie powinno odbywać się pod kontrolą lekarza.
- Zbiór i suszenie: kłącze zbierane jest w okresie kwitnienia rośliny. Po zbiorze należy niezwłocznie wysuszyć w zacienionym miejscu bez stosowania podwyższonej temperatury suszenia.